# Sint-Jozef Werkmankerk (Sleeuwijk)
De Sint-Jozef Werkmankerk is de voormalige parochiekerk van de tot de Noord-Brabantse gemeente Altena behorende plaats Sleeuwijk, gelegen aan de Rijksstraatweg 22.

## Geschiedenis
Deze kerk werd gebouwd in 1964. Het is een eenvoudig doosvormig zaalkerkje dat ontworpen werd door J. de Jong.
In 1979 werd nog een verbouwing uitgevoerd waarbij ook de ingang verplaatst werd. In 1987 werden nog een viertal glas-in-loodramen geplaatst die afkomstig waren van de -gesloopte- Sint-Antonius van Paduakerk te Werkendam.
In 2018 werd de kerk onttrokken aan de eredienst. De kerk werd te koop gezet . De gelovigen moesten voortaan kerken in de Johannes Nepomukkerk te Woudrichem. Daar werden ook de glas-in-loodramen uit de Sint-Jozef Werkmankerk geplaatst.
De kerk werd gesloopt en op de plaats ervan werd een tweetal woningen gebouwd.